# Violeta Latvienė
Violeta Latvienė ist eine litauische Politikerin, Vizeministerin und ehemalige Leiterin der Steuerinspektion am Finanzministerium Litauens.

## Leben
Nach dem Abitur an der Mittelschule absolvierte Latvienė 1984 das Diplomstudium der Finanzen und Kredit an der Wirtschaftsfakultät der Vilniaus valstybinis universitetas. Von 1979 bis 1991 arbeitete sie als Revisorin am Finanzministerium (Litauen), von 1991 bis 1995 als stellvertretende Leiterin der Unterabteilung der VMI. Von 1995 bis 1996 war sie stellvertretende Departamentsdirektorin am Finanzministerium und von 1996 bis 2000 Finanzvizeministerin. Von 2000 bis 2002 arbeitete Violeta Latvienė bei der Bank AB „Hansa-LTB“. Von 2002 bis 2005 leitete sie VMI. Ab August 2005 war sie Direktorin für Wirtschaft und Finanzen im Konzern „Achemos grupė“. Seit 2013 ist sie Beraterin des Finanzministers Rimantas Šadžius.